# امپراتوری اول مکزیک

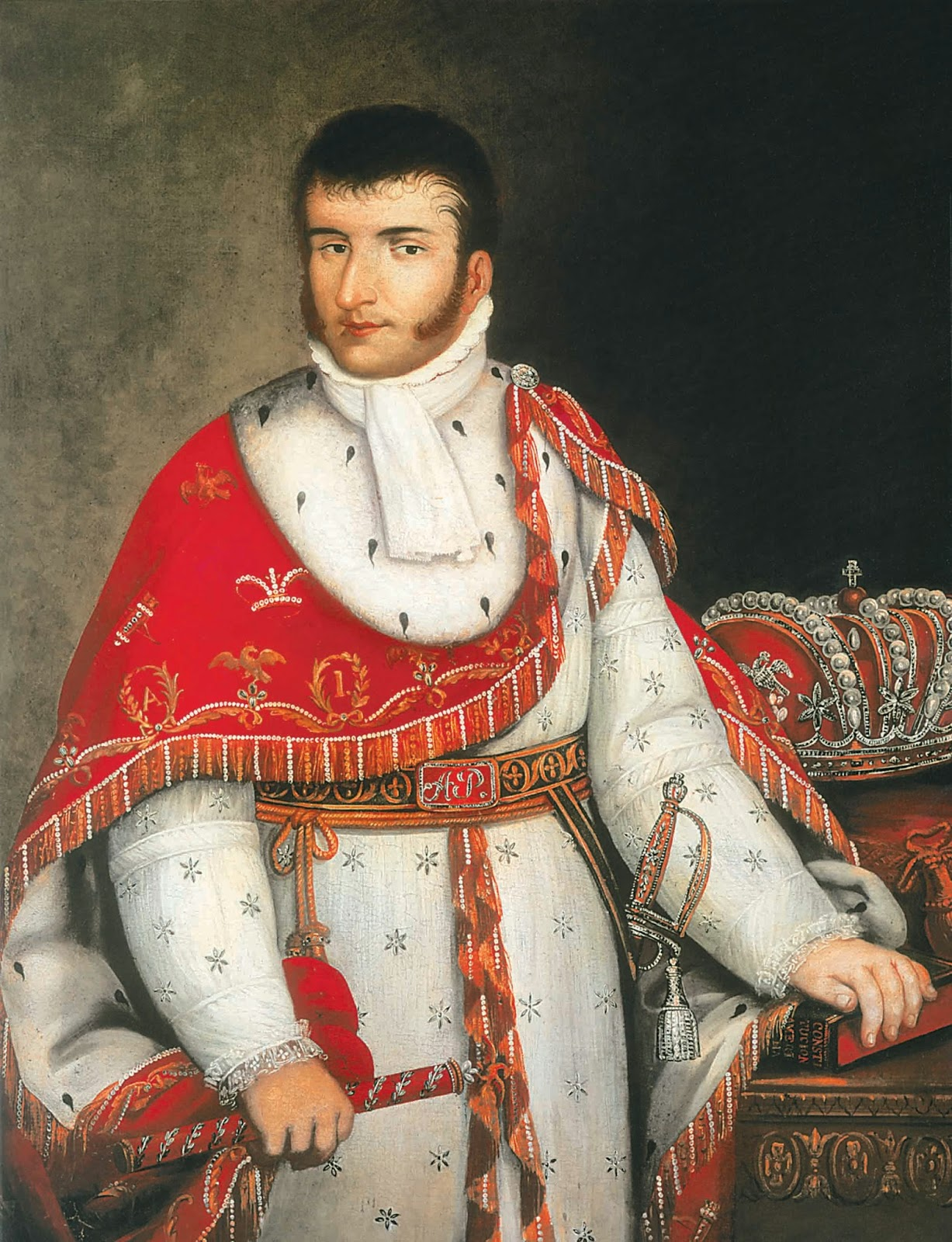
امپراتور آگوستین اول

امپراتوری مکزیک (اسپانیایی: Imperio Mexicano‎) یک دولت سلطنتی کوتاه مدت که تنها برای دو سال دوام آورد و پس از آن، با اعلام جمهوری، متلاشی شد. امپراتوری مکزیک نخستین سلطنت مستقلی بود که در مکزیک پسا-استعماری تأسیس شد و درحالی که سایر مستعمره‌های اسپانیا به جمهوری تبدیل شده بودند، این امپراتوری مکزیک را به اولین مستعمره سابق مادرید تبدیل کرد که در آن یک سیستم سلطنتی برپا شده‌است. امپراتوری مکزیک در کنار امپراتوری برزیل و دو امپراتوری هائیتی، تنها امپراتوری‌هایی بودند که در قاره آمریکا به شکل امپراتوری‌های اروپایی تشکیل شدند. دو سال پس از تأسیس این دولت، مکزیک در ۱۸۲۳ به یک جمهوری فدرال تبدیل شد. اگوستین د ایتروبیده، با نام سلطنتی آگوستین یکم مکزیک، نخستین امپراتور مکزیک بود و در مارس ۱۸۲۳ از سمت خود استعفا داد.

## -جستارهای وابسته
- امپراتوری دوم مکزیک
- تاریخ مکزیک
- جمهوری فدرال آمریکای مرکزی
- جنگ استقلال مکزیک